# Monica Barbaro
Monica Barbaro (ur. 18 czerwca 1990 w San Francisco) – amerykańska aktorka, która grała m.in. Natashę „Phoenix” Trace w Top Gun: Maverick, Yael w 2. sezonie UnReal oraz Cory Vasquez w The Good Cop.

## Życiorys

### Młodość
Barbaro urodziła się 18 czerwca 1990 roku w San Francisco. Dorastała w Mill Valley, gdzie w 2007 roku ukończyła Tamalpais High School. Jej matką jest Heidi Wagner, mająca pochodzenie meksykańskie i niemieckie, zaś ojciec Nicholas Barbaro ma włoskie korzenie. Rodzice rozwiedli się gdy Barbaro była dzieckiem.
Ukończyła studia taneczne na Tisch School of the Arts, brała również udział w kursach aktorskich. Ostatecznie zdecydowała się na aktorstwo zamiast tańca. Przeniosła się z powrotem do Kalifornii, gdzie poświęciła się aktorstwu i podjęła studia na Beverly Hills Playhouse.

### Kariera
Pierwszą dużą rolą telewizyjną Barbaro była postać Yael w drugim sezonie serialu UnReal. Po pracy nad UnReal, Barbaro dołączyła do głównej obsady serialu Chicago Justice jako Anna Valdez. W 2018 roku zagrała postać Cory Vasquez, detektyw wydziału zabójstw w serialu The Good Cop, u boku Josha Grobana i Tony’ego Danzy. W latach 2018–2019 grała rolę Lisy Apple w sitcomie Splitting Up Together. W 2022 roku wystąpiła w filmie Top Gun: Maverick u boku Toma Cruise’a.

## Filmografia

### Film
| Rok  | Tytuł               | Rola                    | Przypis |
| ---- | ------------------- | ----------------------- | ------- |
| 2013 | Bullish             | Eva                     | [ 2 ]   |
| 2021 | The Cathedral       | Lydia Damrosch          | [ 15 ]  |
| 2022 | Top Gun: Maverick   | Natasha „Phoenix” Trace | [ 16 ]  |
| 2022 | I’m Charlie Walker  | Peggy                   | [ 17 ]  |
| 2023 | At Midnight         | Sophie Wilder           | [ 2 ]   |
| 2024 | Kompletnie nieznany | Joan Baez               | [ 2 ]   |

### Telewizja
| Rok       | Tytuł                                | Rola                    | Przypis                           |
| --------- | ------------------------------------ | ----------------------- | --------------------------------- |
| 2015      | Stitchers                            | Brenda ‘Bentley’ Miller | [ 2 ] [ 18 ] [ 13 ] [ 12 ] [ 11 ] |
| 2016      | Hawaii Five-0                        | Ella Koha               | [ 2 ] [ 18 ] [ 13 ] [ 12 ] [ 11 ] |
| 2016      | Życiowy nieporadnik Coopera Barretta | Atrakcyjna dziewczyna   | [ 2 ] [ 18 ] [ 13 ] [ 12 ] [ 11 ] |
| 2016      | UnReal                               | Yael                    | [ 2 ] [ 18 ] [ 13 ] [ 12 ] [ 11 ] |
| 2016      | Notorious                            | Chloe Edwards           | [ 2 ] [ 18 ] [ 13 ] [ 12 ] [ 11 ] |
| 2016–2017 | Chicago P.D.                         | Anna Valdez             | [ 2 ] [ 18 ] [ 13 ] [ 12 ] [ 11 ] |
| 2017      | Chicago Justice                      | Anna Valdez             | [ 2 ] [ 18 ] [ 13 ] [ 12 ] [ 11 ] |
| 2017      | Zabójcza broń                        | Nora Cooper             | [ 2 ] [ 18 ] [ 13 ] [ 12 ] [ 11 ] |
| 2018      | The Good Cop                         | Cora Vasquez            | [ 2 ] [ 18 ] [ 13 ] [ 12 ] [ 11 ] |
| 2018–2019 | Splitting Up Together                | Lisa Apple              | [ 2 ] [ 18 ] [ 13 ] [ 12 ] [ 11 ] |
| 2019      | Stumptown                            | Liz Melero              | [ 2 ] [ 18 ] [ 13 ] [ 12 ] [ 11 ] |
| 2023–2025 | FUBAR                                | Emma Brunner            | [ 2 ] [ 18 ] [ 13 ] [ 12 ] [ 11 ] |